# Lyna Mahyem
Lyna Mahyem, née le 29 juin 1995 dans le 12e arrondissement de Paris, est une chanteuse de RnB franco-algérienne.

## Biographie

### Enfance et jeunesse
Originaire de Argenteuil, Lyna Mahyem naît le 29 juin 1995, dans une famille modeste d'origine franco-algérienne.
Elle se débrouille très tôt toute seule en enchainant de petits boulots. Elle chante depuis toute petite. Durant son enfance, elle se forme au football au milieu de garçons de son quartier.

### Débuts
Elle commence à faire des reprises et des compositions en s'accompagnant au piano vers l'âge de 15 ans et suit des sessions d'écriture organisées dans son quartier.
C'est par l'intermédiaire de Fik2, une figure du quartier et ancien membre du collectif Val Nord Favelas que Lyna Mahyem commence ses premières sessions studio.
En 2013 et 2014, elle remporte deux concours organisés par les artistes Kayna Samet et Fababy.

### Carrière
Lyna Mahyem est révélée en janvier 2016 grâce à sa reprise de 92i Veyron de Booba,,, qui cumule plus de 57 millions de vues sur Youtube en 2023.
Le 7 avril 2017, elle sort son premier album nommé LM,, sur le label Def Jam. Après ce premier opus, Lyna Mahyem change de label et signe chez Nouvelle École et BLZ.
Le 23 octobre 2020, elle sort son deuxième album intitulé Femme forte, regroupant des collaborations avec Imen Es, Still Fresh, Franglish, Barack Adama et S.Pri Noir.
Le 5 novembre 2021, elle participe à l'album Le classico organisé, sur les titres L'élégance et Je me sens seul en collaboration avec Jul, L'algérino, Imen Es, Soprano, Lynda, Dina, Benab, Uzi, Moubarak, SAF et Dabs.
Le 4 mars 2022, elle sort son album Authentic,, collaborant avec Zaho, Bramsito, Thabiti et Jok'air.
Le 9 février 2024, la première partie du double album Mon Âme sort, on y retrouve des collaborations avec Nassi et Numidia Lezoul.
Le 31 mai 2024, la deuxième partie du double album Mon Âme, intitulé Summer Vibes sort. Dans cet opus, on retrouve une collaboration avec Bryan Mg.
À l'occasion de la sortie de ce double album, Lyna Mahyem organise, partenariat avec Skyrock, son Planète Rap, dans la cité des musiciens à Argenteuil, là où elle a grandi,.
Le 1er juillet 2025, Booba supprime sa reprise 92i Veyron de YouTube et des plateformes de streaming, qui l'a fait connaître du grand public suite à sa collaboration avec le rappeur français "Rohff" estimant, une trahison et un manque de respect, la vidéo est supprimée sous demande de Tallac Publishing. Les raisons de cette suppression reste principalement liées à des conflits et désaccord artistique.

## Discographie

### Mixtape
| Année | Album       | Classement des ventes | Classement des ventes | Certification |
| Année | Album       | France                | Belgique (Wallonie)   | Certification |
| ----- | ----------- | --------------------- | --------------------- | ------------- |
| 2017  | LM          | —                     | —                     | —             |
| 2020  | Femme forte | 40                    | 106                   | —             |
| 2022  | Authentic   | 96                    | —                     | —             |

### Singles
- 2015 : Avec mes ladies
- 2016 : Tiens ça !
- 2016 : Quand je dab
- 2016 : Quand je dab (Remix Club) (feat. DJ Wanted)
- 2016 : À mes côtés
- 2016 : Tsunami
- 2016 : Over
- 2016 : Yéké
- 2017 : Zoné
- 2017 : Prenons le large
- 2017 : Bye Bye (feat. Mehdi Meyz)
- 2017 : 92i Veyron (Remix)
- 2018 : Boucan
- 2018 : 100%
- 2018 : Fauter (feat. Joé Dwet Filé)
- 2019 : Demain Platine[20]
- 2019 : Contigo
- 2019 : Solo
- 2019 : Bad Gyal
- 2020 : Boussole
- 2020 : Juste.
- 2020 : Outro
- 2020 : Envoûté (feat. Imen Es)
- 2021 : À qui la faute ?
- 2021 : Purple
- 2021 : Ena W Yek
- 2021 : S.O.S.
- 2022 : Mal de toi Or[20]
- 2023 : Tenez-les.
- 2024: TPMP.
- 2024: Ya Zina
- 2024: Full

### Apparitions
- 2018 : DJ Sem feat. Lyna Mahyem - On oublie tout (sur l'album DJ Sem)
- 2019 : Anas feat. Lyna Mahyem - En l'air (sur l'album Dans mon monde)
- 2019 : Amy feat. Lylah, Lyna Mahyem - Va là-bas (sur l'album Ne le dites pas à ma mère) Or[20]
- 2020 : S.Pri Noir feat. Lyna Mahyem - Code pin 778 (sur l'album État d'esprit)
- 2020 : Lartiste feat. Lyna Mahyem - Bolingo (sur l'album Comme avant) Or[20]
- 2021 : GLK feat. Lyna Mahyem - Dans ma tête (réédition d'Indécis)
- 2021 : Thabiti feat. Lyna Mahyem - Tentation (sur la mixtape Costa Azzura)
- 2021 : Imen Es, Dina, Soprano, Jul, Lyna Mahyem, Lynda, L'Algérino - Je me sens seul (sur l'album Le Classico organisé)
- 2021 : L'Algérino, Lyna Mahyem, Dabs, Jul, Benab, Moubarak, Saf, UZI - L'élégance (sur l'album Le Classico organisé)
- 2022 : Slimane feat. Lyna Mahyem - Maladie (sur l'album Chroniques d'un cupidon)
- 2022 : Yanns feat. Lyna Mahyem - Pépita (sur l'album Partir loin)
- 2022 : Souf feat. Lyna Mahyem - Stop là (sur l'album Souf)
- 2023 : Awa Imani feat. Lyna Mahyem - Double jeu
- 2023 : ISK feat. Lyna Mahyem - Vécu (Bonus Track) (sur l'album LDLG (L'art de la guerre))

## Distinctions
- 2023: TikTok Award dans la catégorie musique[21],[22]

## Philanthropie
Lyna Mahyem est la marraine de l'association APIPD (association pour l'information et la prévention de la drépanocytose). Elle réagit : « On n'en parle pas assez ».